# 미코얀-구레비치 MiG-3
미코얀-구레비치 MiG-3(러시아어: Микоян и Гуревич МиГ-3)은 제2차 세계 대전 당시 사용된 소련의 전투기이자 요격기이다. MiG-1의 개발 및 운용 당시 발견된 문제점을 바로잡기 위해 자보드 제1호 공장 실험기획국은 MiG-1을 바탕으로 MiG-3을 개발했다. 1940년 10월 20일부터 제1호 공장의 생산 라인에서는 MiG-1 대신 MiG-3를 만들었고, 제1호 공장이 일류신 Il-2를 만드는 공장으로 전환되던 1941년까지 많은 수의 MiG-3을 생산했다.
1941년 6월 22일 바르바로사 작전이 개시되었을 때, 981대의 MiG-3이 소련 공군, 소련 방공군, 그리고 소련 해상 항공대에 투입되었다. MiG-3은 평시에도 비행하기 어려웠지만, 전시에는 더욱 비행하기 힘들었다. MiG-3은 고고도 전투를 위해 설계되었는데, 동부 전선에서의 공중전은 일반적으로 저고도에서 발생했고, 이에 따라 MiG-3은 메서슈미트 Bf 109뿐만 아니라 동시대 소련 전투기들과 비교했을 때 그 성능이 떨어졌다. MiG-3은 1941년 가을 전폭기로 사용되었으나, 이 역시 MiG-3에게는 어울리지 않는 역할이었다. 전투 중 MiG-3의 손실은 매우 컸으며, 소련 공군의 전투기들 중 손실 비율이 가장 높았다. 전투 중 약 1,432대의 MiG-3가 격추되었다. MiG-3은 제2차 세계 대전 이후에 더 이상 양산되거나 사용되지 않았다.

## 같이 보기
- 미코얀-구레비치 MiG-1
- 커티스 P-40 워호크
- 하인켈 He 100
- 3식 전투기
- 메서슈미트 Bf 109
- 야코블레프 Yak-1